# 西底家
西底家（希伯來語：צִדְקִיָּהוּ，拉丁字母转写：Şidhqiyyāhû，转写：Zedekias，转写：Şidqiyyā；前618年—？）天主教譯為漆德克雅，或譯谢德基亚，是犹大王国的末代君主。他是约西亚的第三个儿子，母亲是立拿人耶利米的女儿哈慕他，因此他是约哈斯的兄弟。在希伯来语中，西底家意为“上帝是我的公义”。

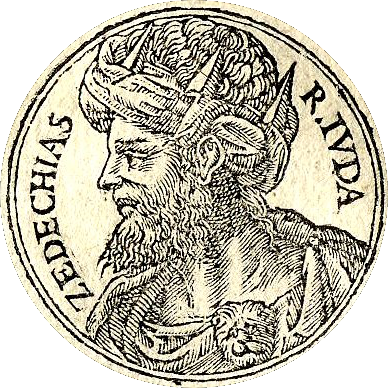
西底家

他的原名是玛探雅（希伯來語：מַתַּנְיָהוּ，Mattanyāhû，意为“上帝的礼物”）。前597年，巴比伦王尼布甲尼撒二世攻陷耶路撒冷，掳走国王约雅斤，将约雅斤的叔叔玛探雅改名为西底家，立为国王。虽然他有先知耶利米作为顾问，但还是“行耶和华眼中看为恶的事，是照约雅敬一切所行的。”。

## 登年早期
西底家在位的年期，目前歷史上有兩種講法：
1. 威廉·奧爾布賴特（英语：William F. Albright）认为西底家在位的时间是前597年-前587年；
2. 費毅榮（英语：Edwin R. Thiele）则认为是前597年-前586年。

## 西底家作王
西底家在21岁时登上王位，在位11年。不顾耶利米等人的强烈反对，以及約雅斤的先例，与埃及法老阿普里斯结盟对抗巴比伦，于是尼布甲尼撒率领全军前来围攻耶路撒冷 。城内发生严重的饥荒：“吃奶孩子的舌头，因干渴贴住上膛；孩童求饼，无人擘给他们。素来吃美好食物的，现今在街上变为凄凉；素来在朱红褥子中养大的，现今抱卧粪堆⋯⋯慈怜的妇人亲手煮自己的儿女。当我民被毁灭的时候，他们的儿女成了自己的食物。”
西底家在位第9年，前589年10月10日，尼布甲尼撒包围耶路撒冷（《耶利米书》第52章第4节参），18个月后（前587年4月9日），耶路撒冷城内发生严重饥荒，城被攻陷，尼布甲尼撒在抢劫之后将耶路撒冷夷为平地。西底家试图逃走，在耶利哥的平原被巴比伦军队俘获，尼布甲尼撒在利比拉审判西底家，在他眼前杀了他的众子，并且剜了西底家的眼睛，用铜鍊锁着带到巴比伦。，关押在狱中，直到去世。
耶路撒冷陷落以后，护卫长尼布撒拉旦执行命令，将该城被夷为平地，只允许少数最穷的人留下，修理葡萄园，耕种田地。 
耶利米锁在耶路撒冷和犹大被迁徙到巴比伦的众人中，护卫长尼布撒拉旦将他提出来，从拉玛放走以后，从耶和华有话临到耶利米。耶利米还没有回去，护卫长说，你可以回到沙番的孙子，亚希甘的儿子基大利那里去；现在巴比伦王派他管理犹大的城邑；你可以在他那里住在民中；不然，你看那里合宜，就可以往那里去。于是护卫长送他粮食和礼物，放他去了。耶利米就到米斯巴见亚希甘的儿子基大利，在他那里住在那地餘剩的民中。

### 引用
1. ↑  《列王纪下》23:31;24:17,18
2. ↑  列王纪下24章17节
3. ↑  《列王纪下》24章19节；《耶利米书》52章2节
4. ↑  《列王纪下》25章1节
5. ↑  《列王纪下》25章3节；《耶利米哀歌》4章4節；5章；10章
6. ↑  《列王纪下》25:1-7；《历代志下》36:12；《耶利米书》32:4,5；34:2,3；39:1-7；52:4-11 《以西结书》12:12
7. ↑  《耶利米书》52章16节
8. ↑  《列王纪下》25章22、24节；《耶利米书》40章1、2、5、6节

## 聖經相關章節
- 《列王紀下》第24章18節–25節
- 《歷代志下》第36章11節–14節

## 书籍
本條目出自已經處於公有領域的：Easton, Matthew George. .  New and revised. T. Nelson and Sons. 1897.